# Книга года
«Книга года» — ежегодный национальный конкурс, учрежденный в 1999 году АО «Генеральная дирекция международных книжных выставок и ярмарок» и, с 2001 года, Федеральным агентством по печати и массовым коммуникациям в целях поддержки достижений отечественного книгоиздания, поощрения лучших образцов книжного искусства и полиграфии, пропаганды чтения и книжной культуры, повышения роли книги в общественном сознании, популяризация современных тенденций и новых направлений в оформлении книг, тематических и издательских инноваций.
Премия вручается в конце августа — начале сентября в Москве в рамках Московской международной книжной выставки-ярмарки.

## История учреждения
В 1999 году Генеральной дирекцией международных книжных выставок и ярмарок учреждена премия «Лучшие книги ММКЯ». В 2001 году учредителем премии стало Федеральное агентство по печати и массовым коммуникациям и она стала называться «Книга года» .

## Порядок проведения
На конкурс принимаются книги, изданные в период с 1 августа минувшего года по 1 августа текущего года. Книги передаются в жюри конкурса в двух экземплярах. По возможности, к представленным на конкурс изданиям прилагается письмо-рекомендация выдвигающей организации, включающее аннотации на поданное издание, справки об авторах, а также отзывы или рецензии в печати.

## Номинации
По состоянию на 2023 год конкурс проводится в 11 номинациях:
1. Проза года – лучшие романы, повести, сборники рассказов, новелл, эссе отечественных авторов, а также оригинальные издания и издательские серии.
2. Поэзия года – лучшие поэтические сборники отечественных авторов, а также оригинальные издания и издательские серии.
3. Детям XXI века (вместе с книгой мы растём) – книги для детей, написанные отечественными авторами.
4. Поколнение Некст (поколение Z) — книги отечественных авторов, адресованные самой сложной аудитории читателей – подросткам.
5. Humanitas – издания отечественных авторов по широкому кругу проблем социальных и гуманитарных областей знаний, включая издания энциклопедического характера.
6. Non-fiction – издания естественнонаучной направленности, созданные отечественными авторами.
7. Art-книга – уникальные, высокохудожественные издания, нестандартные книги авторского дизайна и художественного оформления, созданные отечественными дизайнерами.
8. Искусство книгопечатания – книги, отпечатанные на отечественной полиграфической базе, выполненные на высочайшем полиграфическом уровне.
9. Электронные издания и аудиокниги – оригинальные отечественные издательские электронные продукты и мультимедийные проекты, отличающиеся от аналогичных бумажных книг, а также аудиокниги.
10. Культурный код (номинация добавлена в 2022 году) – издания, посвящённые популяризации народного искусства, сохранению культурных традиций, памятников истории и культуры, этнокультурному многообразию, культурной самобытности всех народов и этнических общностей Российской Федерации. Номинация добавлена в 2022 году и приурочена к объявленному Году культурного наследия народов России.
11. Книга года – издание, ставшее важнейшим событием конкурсного года и подготовленное на высоком издательско-полиграфическом уровне.

Исключенные номинации:
1. Книга и кино – издания, посвященные истории и современному состоянию отечественного кинематографа, актерам, режиссерам, сценаристам, известным и малоизвестным кинокартинам, а также издания, подчёркивающие взаимосвязь книги и кинематографа.
2. Учебник XXI века – учебники и учебные комплекты нового поколения по всем отраслям знаний для всех ступеней образования и профессиональной подготовки.

## Победители

### 2021
В 2021 году на участие в конкурсе поступило более 700 заявок от 110 издательств. В шорт-лист вошло 45 изданий от 36 издательств.
Награждение победителей состоялось в театре «Современник»:
1. Проза года – Виктор Ремизов, роман «Вечная мерзлота» (Владивосток: Рубеж, 2021)
2. Поэзия года – Юрий Ряшенцев, «Емелино озеро» (Оренбург: Оренбургское книжное издательство имени Г.П. Донковцева, 2020). Сборник стихов, связанных с Емелей — героем русских народных сказок.
3. Детям XXI века – серия книг «Слово за слово» (издательство «Нигма»)
4. Поколение Z – Дмитрий Быков, Денис Драгунский, Сергей Лукьяненко и другие, «Война и мир в отдельно взятой школе: Роман-буриме» (М.: Издательство АСТ: Редакция Елены Шубиной, 2021)[5]
5. Humanitas – Никита Окунев «В годы великих потрясений: Дневник московского обывателя 1914-1924» (М.: Кучково поле, 2020)
6. Non-fiction – Елена Киричек, Иван Панченко «Неизвестное Солнце. Чудеса. Факты. Загадки. Расследование» (Якутск; М.: Айар, 2021)
7. Эхо минувшей войны – сборник архивных документов «Без срока давности: преступления нацистов и их пособников против мирного населения на оккупированной территории РСФСР в годы Великой Отечественной войны» (М.: Фонд "Связь Эпох", 2020)
8. Art-книга – альбом «Корней Чуковский для детей и взрослых» (М.: Рутения, 2020)
9. Искусство книгопечатания – фотоальбом «Енисейская Сибирь. Вдоль реки» (Красноярск: Поликор, 2020)
10. Электронные издания и аудиокниги – шестисерийная аудиокнига «Тени Тевтонов» Алексея Иванова, актёры: Юрий Борисов, Григорий Перель (продюсерский центр «Вимбо»), продюсеры Михаил Литваков и Вадим Бух, режиссёр Алексей Багдасаров, продюсер проекта: Диана Смирнова
11. Книга года – Екатерина Алтабаева, Татьяна Богаткевич, Вячеслав Горелов: «История Севастополя» в трех томах: Том I. Юго-Западный Крым с древнейших времен до 1774 года. Том II. Севастополь в эпоху Российской империи. Конец XVIII-1917 г. Том III. Севастополь в советский и постсоветский периоды (М.: ИстЛит, 2021)

### 2022
В 2022 году на конкурс поступило более 600 книг от 92 издательств из 18 городов России. В шорт-лист вошло 44 издания, из которых жюри выбрало 11 победителей.
Церемония награждения состоялась в атриуме «Гостиного двора»:
1. Проза года – Дмитрий Данилов, роман «Саша, привет!» (АСТ: Редакция Елены Шубиной)
2. Поэзия года – Владимир Костров (посмертно), книга избранных произведений «Открытое окно» («Вече»)
3. Детям XXI века – Станислав Востоков, сборник рассказов «Печной волк» («РОСМЭН»)
4. Поколение Некст – Евгений Рудашевский, приключенческий романом в двух частях «Истукан» (КомпасГид)
5. Humanitas – Алексей Варламов, биография писателя и философа русского Серебряного века Василия Розанова («Молодая гвардия», серия ЖЗЛ)
6. Non-fiction – Ирина Краснопольская, книга «Диагноз от Краснопольской. Беседы о главном со звездами медицины»
7. Art-книга – Алёна Дергилёва и Николай Бесчастнов, альбом «Нарисованный Зарайск» («КОНТАКТ-КУЛЬТУРА»)
8. Искусство книгопечатания – Михаил Розанов, альбом фотографий «Волхонка, 12. Государственному музею изобразительных искусств имени А.С. Пушкина 110 лет» (ГМИИ им. А.С. Пушкина)
9. Электронные издания и аудиокниги – аудиоспектакль по роману Михаила Булгакова «Мастер и Маргарита» («Вимбо»), Алексей Багдасаров — режиссер и исполнитель роли Автора, Мария Родионова — автор сценария и помощник режиссера, актеры: Максим Суханов, Ксения Раппопорт, Виктор Сухоруков, Анатолий Белый, Алексей Кортнев, Кирилл Пирогов, Елизавета Боярская, Антон Шагин, Ефим Шифрин, Анна Каменкова и другие
10. Россия: культурный код – литературовед Борис Тихомиров, серия очерков «Литературные прогулки по Невскому проспекту. От Зимнего дворца до Знаменской площади» («Бослен»)
11. Книга года – Наталия Автономова, Мария Важкая, Людмила Акимова, книга-альбом «Коллекция Государственного музея изобразительных искусств имени А.С. Пушкина» («ABCdesign»)

### 2023
В 2023 году на конкурс поступило более 900 книг от 108 издательств из 23 населённых пунктов России. Из 46 изданий, вошедших в шорт-лист, жюри выбрало 14 победителей.
Финал конкурса и награждения победителей состоялось 30 августа 2023 года в Электротеатре Станиславский:
1. Проза года – Александр Мелихов, роман «Сапфировый альбатрос» (издательство «Время»)
2. Поэзия года – сборник «Великий Блокпост. Антология донбасской поэзии 2014-2022» (издательство «Лира»)
3. Детям XXI века – обучающая сказка Валентины Дёгтевой «Сбежали шахматы» (издательство «РОСМЭН»)
4. Поколение Некст – повесть Евы Немеш «Белый голубь, чёрный слон» (издательство «КомпасГид»)
5. Humanitas — 2 победителя:
  - Борис Мессерер, сборник эссе «Жизнь переходит в память. Художник о художниках» (издательство «АСТ»: «Редакция Елены Шубиной»)
  - Михаила Сеславинского, «Книжный мир Александра Бенуа: Этюды исследователя и коллекционера» (издательство «Бослен»)
6. Non-fiction – Алексей Семихатов «Всё, что движется: Прогулки по беспокойной Вселенной от космических орбит до квантовых полей» (издательство «Альпина нон фикшн»)
7. Art-книга — 2 победителя:
  - Наталья Толстая альбом «Даль, Толстой и «чистописание» (ИД «Зебра-Е»)
  - Игорь Олейников — художник, Дмитрий Гомзяков — дизайнер проекта, народная сказка из собрания А.Н. Афанасьева «Гуси-лебеди» в авторской и визуальной интерпретации (ИГ «АРБОР»»)
8. Искусство книгопечатания – каталог выставки в Центре «Зотов» «Логос: голос конструктивизма» (типография ИПК «Парето-Принт», издательство «Бослен», Центр Зотов: конструктивное пространство»)
9. Электронные издания и аудиокниги – аудиоверсия романа Алексея Иванова «Бронепароходы» в исполнении актера Сергея Бурунова (аудиоиздательство «Эвербук»)
10. Культурный код — 2 победителя:
  - каталог «Материальная и духовная культура народов Якутии в музеях мира (XVII – начало XX в.) Музеи Германии» (издательство «Айар»)
  - сборник фольклора хантайских эвенков «Путоранские сказы» (Таймырский дом народного творчества)
11. Книга года – антология «Современная литература стран СНГ» в 3-х томах: «Проза», «Поэзия» и «Детская литература» (издательство «ОГИ»)